# 유리 (평성후)
유리(劉理, ? ~ ?)는 전한 말기의 제후로, 교동경왕의 증손이다.

## 행적
아버지 유진의 뒤를 이어 평성후(平城侯)에 봉해졌으나, 전한이 멸망하여 작위가 박탈되었다.

## 출전
- 반고, 《한서》 권15하 왕자후표 下

| 선대 아버지 평성절후 유진 | 전한의 평성후 ? ~ 8년 | 후대 (전한 멸망) |